# Code électoral (France)
Le code électoral regroupe, en France, les dispositions législatives et réglementaires relatives aux élections politiques, c'est-à-dire à l'élection des sénateurs, des députés, des conseillers régionaux, des conseillers départementaux et des conseillers municipaux.

## Plan sommaire du code électoral
Le code se décompose en trois parties, l'une législative, l'autre réglementaire, composées chacune de neuf livres divisés chacun en titres, et une troisième partie d'annexes :
- Livre Ier : Élection des députés, des conseillers départementaux, des conseillers métropolitains de Lyon, des conseillers municipaux et des conseillers communautaires[2]
- Livre II : Élection des sénateurs des départements[2]
- Livre III : Dispositions spécifiques aux députés élus par les Français établis hors de France[2]
- Livre IV : Élection des conseillers régionaux et des conseillers à l'Assemblée de Corse[2]
- Livre V : Dispositions applicables à la Nouvelle-Calédonie, à la Polynésie française et aux îles Wallis et Futuna[2]
- Livre VI : Dispositions particulières à Mayotte, à Saint-Barthélémy, à Saint-Martin et à Saint-Pierre-et-Miquelon[2]
- Livre VI bis : Élection des conseillers à l’assemblée de Guyane et des conseillers à l’assemblée de Martinique[2]
- Livre VI ter : Dispositions applicables aux opérations référendaires[2]
- Livre VII : Dispositions applicables aux consultations organisées en application des articles 72-4 et 73 de la Constitution[2],[3]
- Livre VIII : Commission prévue par l'article 25 de la Constitution[2],[4]
- Livre IX : Dispositions finales[2]

## Liens avec d'autres textes
Les opérations de propagande font référence à l'article L47 du code électoral, ainsi qu’à :
- la loi du 30 juin 1881 sur la liberté de réunion[6]
- la loi du 28 mars 1907 relative aux réunions publiques[7]